# Église Saint-Jean-l'Évangéliste de Taulis
Pour les articles homonymes, voir église Saint-Jean-l'Évangéliste.
L'église Saint-Jean-l'Évangéliste de Taulis est une église romane située à Taulis, dans le département français des Pyrénées-Orientales.